# Apalis personata
Apalis personata е вид птица от семейство Cisticolidae.

## Разпространение
Видът е разпространен в Бурунди, Демократична република Конго, Руанда и Уганда.